# La Ascensión
La Ascensión är en ort i Mexiko.   Den ligger i kommunen Zumpahuacán och delstaten Mexiko, i den sydöstra delen av landet, 80 km sydväst om huvudstaden Mexico City. La Ascensión ligger 1 685 meter över havet och antalet invånare är 871.
Terrängen runt La Ascensión är kuperad. Runt La Ascensión är det ganska tätbefolkat, med 120 invånare per kvadratkilometer. Närmaste större samhälle är Ixtapan de la Sal, 10,7 km väster om La Ascensión. I omgivningarna runt La Ascensión växer huvudsakligen savannskog.